# Kurzątki
Kurzątki (deutsch Kurziontken, 1938 bis 1945 Seeland) ist ein Dorf in der polnischen Woiwodschaft Ermland-Masuren, das zur Gmina Prostki (Landgemeinde Prostken) im Powiat Ełcki (Kreis Lyck) gehört.

## Geographische Lage
Kurzątki liegt am Jezioro Kurząteckie im südlichen Osten der Woiwodschaft Ermland-Masuren, 34 Kilometer östlich der einstigen Kreisstadt Johannisburg (polnisch Pisz) und 18 Kilometer südlich der heutigen Kreismetropole Ełk (deutsch Lyck).

## Geschichte
Das   ursprünglich Kurzientken, nach 1540 Kurczunck, nach 1785 Kurtzuntken, nach 1818 Kurzontken und bis 1938 Kurziontken genannte Dorf wurde im Jahre 1473 gegründet. 
1874 wurde der Ort in den neu errichteten Amtsbezirk Großrosen eingegliedert.
324 Einwohner waren im Jahre 1910 in Kurziontken registriert, 1933 waren es 314. 
Aufgrund der Bestimmungen des Versailler Vertrags stimmte die Bevölkerung im Abstimmungsgebiet Allenstein, zu dem Kurziontken gehörte, am 11. Juli 1920 über die weitere staatliche Zugehörigkeit zu Ostpreußen (und damit zu Deutschland) oder den Anschluss an Polen ab. In Kurziontken stimmten 200 Einwohner für den Verbleib bei Ostpreußen, auf Polen entfiel keine Stimme.
Am 3. Juni 1938 erfolgte aus ideologisch-politischen Gründen der Abwehr fremdländisch klingender Ortsnamen die Umbenennung von Kurziontken in „Seeland“. Die Einwohnerzahl im Jahre 1939 belief sich auf 278.
In Kriegsfolge kam der Ort 1945 mit dem gesamten südlichen Ostpreußen zu Polen und erhielt die polnische Namensform „Kurzątki“. Heute ist er Sitz eines Schulzenamtes (polnisch Sołectwo) und somit eine Ortschaft im Verbund der Landgemeinde Prostki (Prostken) im Powiat Ełcki (Kreis Lyck), bis 1998 der Woiwodschaft Suwałki, seither der Woiwodschaft Ermland-Masuren zugehörig.

## Religionen
Vor 1945 war Kurziontken in die evangelische Kirche Groß Rosinsko in der Kirchenprovinz Ostpreußen der Kirche der Altpreußischen Union sowie in die römisch-katholische Kirche in Johannisburg (polnisch Pisz) im Bistum Ermland eingepfarrt.
Kurzątki ist heute eine römisch-katholische Filialgemeinde der Pfarrei Rożyńsk Wielki im Bistum Ełk der Römisch-katholischen Kirche in Polen. Die evangelischen Einwohner halten sich zu den Kirchengemeinden in Biała Piska (Bialla, 1938 bis 1945 Gehlenburg) bzw. Ełk (Lyck), beides Filialgemeinden der Pfarrei in Pisz in der Diözese Masuren der Evangelisch-Augsburgischen Kirche in Polen.

## Verkehr
Kurzątki liegt an der Nebenstraße 1680N, die die Landesstraßen 65 und 58 sowie die beiden Gemeinden Prostki und Biała Piska miteinander verbindet. In Kurzątki endet ein Landweg von dem bereits in der Woiwodschaft Podlachien gelegenen Nachbarort Kurki. 